# Till Eulenspiegel

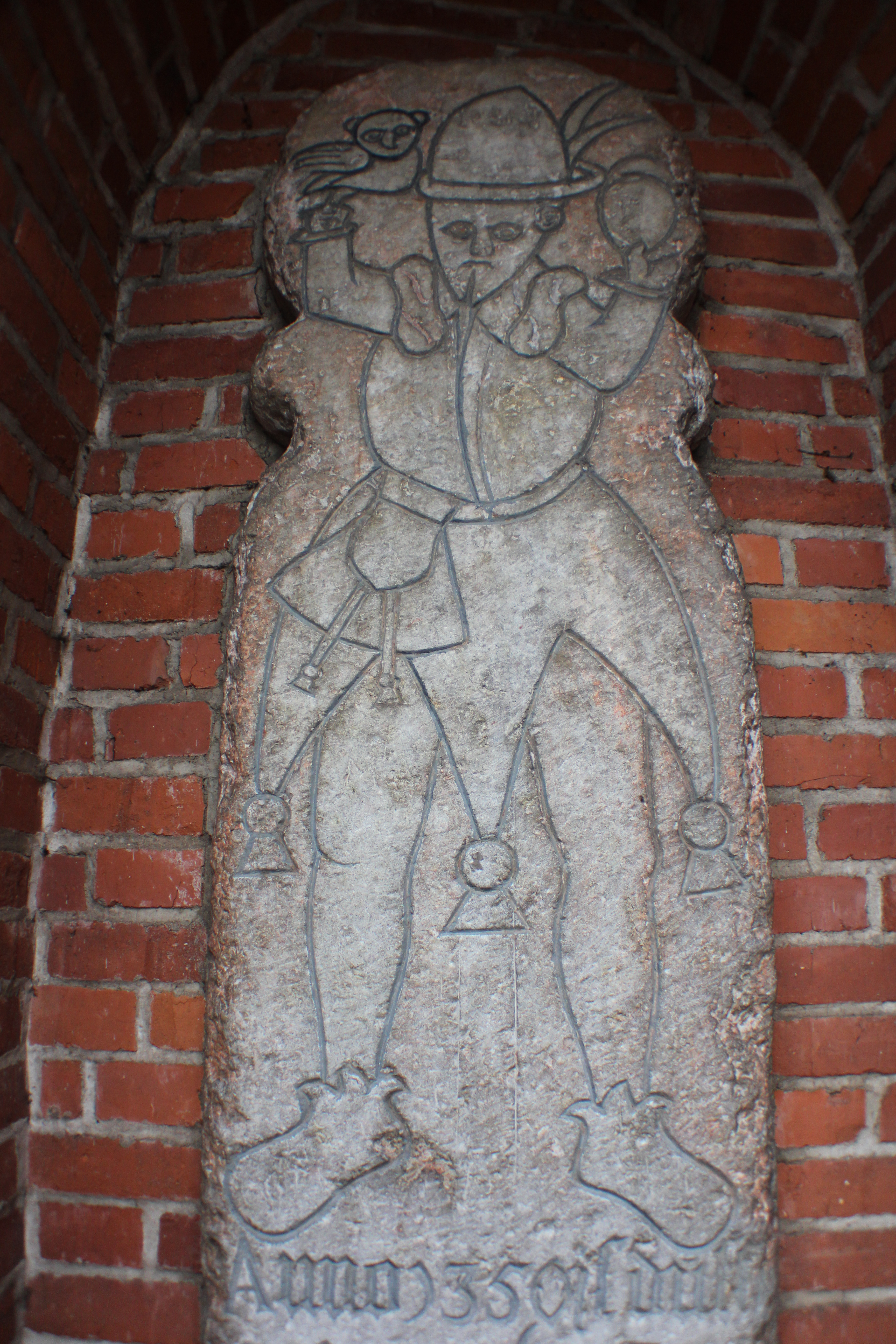
Till Eulenspiegel (Mölln)

Till Eulenspiegel è un personaggio del folclore del nord della Germania e dei Paesi Bassi. Secondo la tradizione sarebbe nato a Kneitlingen, nel ducato di Brunswick, intorno al 1300 e sarebbe morto nel 1350 a Mölln.

## Carattere
Le storie di Till lo mostrano come un personaggio amante del divertimento, irriverente e sempre pronto a farsi beffe degli altri. Talvolta finge di non capire quanto gli viene detto, per esempio prendendo alla lettera espressioni figurate, per burlarsi del suo interlocutore.
Il nome, nella sua forma odierna evoca, in tedesco, la civetta (Eule) e lo "specchio" (Spiegel), e così spesso le immagini che lo raffigurano lo mostrano con in mano entrambi gli attributi. In realtà, sembra che il nome derivi da un'espressione un po' gergale dal significato irriverente di "prendere per i fondelli", che si avvicina molto al significato del modo di dire italiano "essere lo specchio per le allodole".

## Tradizione culturale
Il personaggio di Till Eulenspiegel ha ispirato diverse opere.
Un libro che narrava le sue avventure fu pubblicato nel 1510. L'opera è anonima, ma si ritiene sia di Hermann Bote. È scritta in Frühneuhochdeutsch, ovvero la lingua alto-tedesca che caratterizza il periodo di formazione del tedesco moderno, ma alcuni giochi di parole suggeriscono che si rifaccia a una precedente versione basso-tedesca.
Johann Fischart (1545-1589) raccontò le gesta di Till in un'opera in versi.
Lo scrittore belga Charles de Coster pubblicò nel 1867 La légende et les aventures heroïques, joyeuses et glorieuses d'Ulenspiegel et de Lamme Goedzak. De Coster fa di Till un fiammingo, nato a Damme e vissuto nel XVI secolo. Nel suo romanzo, Till compie le sue azioni buffonesche, ma diventa anche un combattente per la libertà della sua terra dalla dominazione spagnola e per la tolleranza religiosa.
Lo scrittore tedesco Gerhart Hauptmann scrisse un poema satirico che aveva per protagonista Till, intitolato, appunto, Till Eulenspiegel (1927).
Tra le versioni per ragazzi della storia di Till si può ricordare quella illustrata da Lisbeth Zwerger e quella a fumetti di Dino Battaglia. 
Lo scrittore Daniel Kehlmann lo ha reso il protagonista del suo libro ''Il Re, il Cuoco e il Buffone'' (2019)  
Richard Strauss compose un poema sinfonico dal titolo I tiri burloni di Till Eulenspiegel (Till Eulenspiegels lustige Streiche, 1895). Su questo poema sinfonico il celebre ballerino Vaslav Nijinskij coreografò un balletto dallo stesso titolo nel 1916.
Il personaggio è protagonista di un film di co-produzione franco tedesca Le diavolerie di Till (Les Aventures de Till L'Espiègle), co-regia di Gérard Philipe e Joris Ivens.
La band medieval folk tedesca Saltatio Mortis ha dedicato una canzone al personaggio, chiamandola "Eulenspiegel", nell'album Sturm aufs Paradies del 2011.
A Till Eulenspiegel è intitolato l'asteroide 55749 Eulenspiegel.